# Gare de Borgo
La gare de Borgo est une gare ferroviaire française de la ligne de Bastia à Ajaccio (voie unique à écartement métrique), située sur le territoire de la commune de Borgo, dans le département de la Haute-Corse et la Collectivité territoriale de Corse (CTC).
Construite par l'État, elle est mise en service en 1888 par la Compagnie de chemins de fer départementaux (CFD). C'est une halte voyageurs des Chemins de fer de la Corse (CFC), du « secteur périurbain de Bastia », desservie éventuellement, par des trains « grande ligne ». Arrêt facultatif (AF), il faut signaler sa présence au conducteur pour qu'il y ait un arrêt du train.

## Situation ferroviaire
Établie à 47 mètres d'altitude, la gare de Borgo est située au point kilométrique (PK) 16,2 de la ligne de Bastia à Ajaccio (voie unique à écartement métrique), entre les gare de la Maison d'arrêt de Borgo (AF) et de Lucciana (AF).
Elle dispose d'une voie d'évitement.

## Histoire
Construite par l'État, la « station de Borgo » est mise en service le 1er février 1888 par la Compagnie de chemins de fer départementaux (CFD) lors de l'ouverture à l'exploitation de la section de Bastia à Corte du chemin de fer d'Ajaccio à Bastia. Elle est alors desservie par le chemin vicinale ordinaire de la commune.
Au début des années 2000, d'importants travaux de réaménagement vont, dans un premier temps (avant 2003), permettre la réfection de l'unique quai latéral et l'aménagement d'un parking pour les véhicules sur l'espace situé à côté de l'ancien bâtiment voyageurs. En 2005, le plan de la gare est modifié avec l'ajout d'une voie d'évitement et d'un quai central aux normes d'accessibilité, l'ensemble du site de la gare est clôturé. En 2007 la nouvelle signalisation est installée.

## Service des voyageurs

### Accueil
Halte CFC, c'est un point d'arrêt non géré (PANG) à accès libre, l'entrée est située à côté de l'ancien bâtiment voyageurs. Elle dispose d'un quai latéral équipé d'un abri et d'un quai central. C'est un arrêt facultatif (AF) : le train ne s'arrête que si la demande a été faite au conducteur.
Un passage planchéié permet la traversée de la voie principale et l'accès au quai central.

### Dessertes
Borgo est desservie (éventuellement : arrêt facultatif (AF)) par des trains CFC « grande ligne » de la relation Bastia - Ajaccio, ou Corte, et Bastia - Calvi. C'est également une halte du « Secteur périurbain de Bastia » desservie par des trains CFC de la relation Bastia - Casamozza.

### Intermodalité
Un parking pour les véhicules y est aménagé.

## Patrimoine ferroviaire
Seul vestige de la gare d'origine, le bâtiment voyageurs, désaffecté, est devenu un domicile privé. Il s'agit d'un bâtiment type des Chemins de fer de Corse, avec deux ouvertures et un étage.

## Projet
Dans le cadre de l'aménagement de la section périurbaines de Bastia à Casamozza, la collectivité territoriale de Corse a approuvé en juillet 2013 le principe de l'amélioration des aménagements de la « halte de Borgo » pour un coût estimatif de 260 000 euros hors taxes. Le projet prévoit notamment : l'allongement du quai principal (latéral) à 80 mètres de longueur, le remplacement du revêtement du quai central, l'ajout d'abris sur les quais et de l'éclairage, l'accessibilité pour les personnes à la mobilité réduite (rampes).